# Kimmo Kinnunen
Kimmo Paavali Kinnunen (* 31. März 1968 in Äänekoski) ist ein finnischer Leichtathlet, der zwischen 1986 und 1996 im Speerwurf erfolgreich war. Da er starke Konkurrenz im eigenen Land hatte, konnte er kein einziges Mal finnischer Meister werden. Dafür aber war er bei Weltmeisterschaften mit einer Gold- und einer Silbermedaille erfolgreich. 
Er ist der Sohn von Speerwurfweltrekordler Jorma Kinnunen.
Erstmals in Erscheinung trat Kimmo Kinnunen im Jahr 1986, als er sich bei den Weltmeisterschaften der Junioren in Athen als Fünfter platzierte. 
Zwei Jahre später übertraf er bei den XIV. Olympischen Spielen 1988 in Seoul in der Qualifikation die 80-Meter-Marke und erzielte mit 80,24 m persönliche Bestleistung, die im Endkampf Platz 7 bedeutet hätte. Dort warf er jedoch nur 78,04 m und wurde Zehnter. Bei den Europameisterschaften 1990 in Split erging es ihm ähnlich: Mit einer Bestleistung von 83,10 m aus dem Vorjahr in den Wettkampf gegangen, gelang ihm dort nur ein Wurf von 79,00 m, der ihn auf Platz 8 brachte. 
Ein Jahr später, bei den Weltmeisterschaften 1991 in Tokio, schlug dann seine große Stunde: Nachdem er bereits in der Vorsaison seine persönliche Bestleistung auf 85,46 m gesteigert hatte, gelang ihm in der Qualifikation eine weitere Verbesserung um volle drei Meter auf 88,48 m. Als dann im Endkampf sein Speer gleich im ersten Versuch auf 90,82 m flog, war sein Jubel so groß, dass er den zweiten Versuch ausließ. Kein anderer Werfer kam an diesem Tag mehr über 90 Meter, und sein Landsmann und Erzrivale Seppo Räty war geschlagen. 
In der Folgezeit konnte Kimmo Kinnunen die hochgeschraubten Erwartungen nicht immer erfüllen. Bei den XV. Olympischen Spielen 1992 in Barcelona brachte ihn sein einziger gültiger Wurf zunächst auf Rang 3, von dem er jedoch im vierten Durchgang von dem Briten Steve Backley noch verdrängt wurde. Indessen gelang ihm die Revanche im darauffolgenden Jahr bei den Weltmeisterschaften 1993 in Stuttgart. Auf die in der Qualifikation erzielten 78,86 m ließ er im Finale seine Saisonbestleistung von 84,78 m folgen, die nur von dem Tschechen Jan Železný übertroffen wurden. 
Bei seinen letzten XVI. Olympischen Spielen 1996 in Atlanta gelang ihm ebenfalls ein Wurf über 82 Meter, der jedoch nur für Platz 7 reichte. 

## Erfolge und Platzierungen
- XIV. Olympische Spiele 1988 in Seoul: Zehnter mit 78,04 m (Siegesweite seines Landsmannes Tapio Korjus: 84,28 m)
- Europameisterschaften 1990 in Split: Achter mit 79,00 m (Siegesweite des Briten Steve Backley: 87,30 m)
- Weltmeisterschaften 1991 in Tokio: GOLD mit 90,82 m vor seinem Landsmann Seppo Räty mit 88,12 m und Wladimir Sassimowitsch (UdSSR) mit 87,08 m
- XV. Olympische Spiele 1992 in Barcelona: Vierter mit 82,62 m (Siegesweite des Tschechen Jan Železný: 89,66 m)
- Weltmeisterschaften 1993 in Stuttgart: SILBER mit 84,78 m hinter dem Tschechen Jan Železný mit 85,98 m und vor dem Briten Mick Hill mit 82,90 m
- XVI. Olympische Spiele 1996 in Atlanta: Siebter mit 84,02 m (Siegesweite des Tschechen Jan Železný: 88,16 m)

## Leistungsentwicklung
| Jahr      | 1988  | 1989  | 1990  | 1991  | 1992  | 1993  | 1995  | 1996  | 1997  | 1998  | 1999  |
| Weite (m) | 80,24 | 83,10 | 81,46 | 90,82 | 83,42 | 84,78 | 85,42 | 85,32 | 82,48 | 84,23 | 85,96 |